# Mistrzostwa Europy w Futsalu 2001
Mistrzostwa Europy w Futsalu 2001 – 3. edycja turnieju finałowego Mistrzostw Europy w futsalu, przeprowadzona w dniach 22-28 lutego 2001 w Moskwie (Rosja).
Wzięło w nim udział 8 reprezentacji narodowych: gospodarze i 7 zwycięzców eliminacji, w tym Polska, dla której był to debiut w tego typu imprezie.
Turniej rozegrano w Hali Sportowej Łużniki, której trybuny na czas mistrzostw mogły pomieścić 12 500 osób.
Mistrzem Europy po raz drugi w historii została Hiszpania, pokonując w finale po dogrywce Ukrainę 2:1.